# ジャネット・レノ
ジャネット・ウッド・レノ（英語: Janet Wood Reno、1938年7月21日 - 2016年11月7日）は、アメリカ合衆国の政治家、検察官、弁護士。1993年3月から2001年1月まで、クリントン政権の2期8年間を通じて司法長官を務めた。女性の司法長官は米国初で、また司法長官としての在任期間は史上2番目に長いものとなった。
なお姓の Reno は、原語では「リノ」と発音する。彼女が政界に登場し始めた頃に日本の報道が「レノ」と誤読したものが拡散して一般に定着してしまったもので、人名の誤読による誤ったカナ転写が後に正しい発音が判明しても訂正は手遅れな状態になっていた、という残念な例の一つである。それでも少数の報道機関ではあえて原語の発音に近い音でジャネット・リノと転写するよう改めたものもあった（『産経新聞』など）。

## 来歴
1938年7月21日にフロリダ州マイアミに誕生する。コーネル大学の卒業とハーバード・ロー・スクールを修了後に弁護士となり、1978年11月にフロリダ州デイド郡検事に就任した。1993年3月11日にクリントン大統領の指名で司法長官となり、2001年1月20日まで務めた。その間の1993年2月に発生したブランチ・ダビディアン事件、1995年4月に発生したオクラホマシティ連邦政府ビル爆破事件では捜査の指揮を執った。2002年11月には民主党からフロリダ州知事選挙に立候補するも、予備選挙で敗北した。2016年11月7日にパーキンソン病の合併症のため、78歳で死去した。